# Shravana withi
Espèce
Shravana withi est une espèce de pseudoscorpions de la famille des Ideoroncidae.

## Distribution
Cette espèce est endémique du Pahang en Malaisie. Elle se rencontre sur l'île Tioman.

## Description
Les mâles mesurent de 2,23 à 3,25 mm et les femelles de 2,59 à 3,58 mm.

## Étymologie
Cette espèce est nommée en l'honneur de Carl Johannes With.

## Publication originale
- Harvey, 2016 : The systematics of the pseudoscorpion family Ideoroncidae (Pseudoscorpiones: Neobisioidea) in the Asian region. Journal of Arachnology, vol. 44, no 3, p. 272-329 (texte intégral).